# جویندگان طلا: راز کوه خرس
جویندگان طلا: راز کوه خرس (به انگلیسی: Gold Diggers: The Secret of Bear Mountain) فیلمی محصول سال ۱۹۹۵ و به کارگردانی کوین جیمز دابسون است. در این فیلم بازیگرانی همچون آنا کلامسکی، کریستینا ریچی، پالی درپر، برایان کروین، دیانا اسکاروید، دیوید کیت، جنیفر هیل، اشلی آستون مور، جیول استیتی، راجر کراس و جسی ماس ایفای نقش کرده‌اند.